# X10 (llenguatge de programació)
X10 és un llenguatge de programació desenvolupat per IBM al Centre d'investigació Thomas J. Watson com a part del programa Sistemes de Computació d'Alta Productivitat del DARPA. Els seus autors principals són Kemal Ebcioglu, Vijay Saraswat i Vivek Sarkar.  Arxivat 2011-04-14 a Wayback Machine.
X10 està dissenyat específicament per a programació paral·lela. És un "subconjunt estès" de Java, que s'assembla força a ell en molts la majoria d'aspectes, pero que inclou suport addicional per a vectors i concurrència. X10 fa servir un model d'espai d'adreces global particionat. Suporta tant la programació orientada a objectes com la no orientada a objectes.
X10 fa servir el connector de relació de pare i fill per a les tasques per a prevenir l'estancament que es dona quan dos o més processos esperen la finalització de l'altre per a poder completar-se. Una tasca pot generar una o més tasques filles, que al seu temps poden tenir fills propis. Els fills no poden esperar que un pare finalitzi, però un pare pot esperar a un fill fent servir la comanda "finish".